# Schärfe (Schneide)
Schärfe ist eine geometrische Größe an Schneiden. In idealisierter Form denkt man sich die Schneide als zwei Ebenen, die unter einem spitzen Winkel aufeinander zustreben. Der Querschnitt ist in idealisierter Form ein Dreieck. Bei realen Schneiden ist die Spitze des Dreiecks mehr oder weniger abgeflacht. Die Schärfe ist die Breite des entstandenen Stumpfes.
Klassische Objekte mit der Eigenschaft „Schärfe“ sind das Messer und die Schere. Deren Wirkprinzipien sind aber unterschiedlich: während das Messer ein Objekt „schneidet“, indem eine spitzwinklige Schneide das Objekt zerteilt und die beiden Teilstücke senkrecht zum Schnitt symmetrisch verschiebt (Keilschneiden), schert die Schere, indem zwei rechtwinklige Schneiden aneinander vorbeigeführt werden und sie dabei die Objektteile in Schnittrichtung verschieben (Scherschneiden).
Die Eigenschaft der Schärfe ist durch den abrupten Übergang der Flächen des scharfen Objektes gegeben.
Als besonders scharf gelten Rasiermesser und Nihontō.
Grundsätzlich ist festzustellen, dass die Schärfe einer Klinge nicht von Dauer, sondern ein temporärer Zustand ist. Auch wenn eine Klinge nicht beansprucht wird, kann durch verschiedene Vorgänge (z. B. Korrosion) die Schärfe abnehmen. Wie lange unter den jeweiligen Bedingungen eine Schärfe bestehen bleibt, wird durch den Begriff der Schnitthaltigkeit beschrieben. Bei einigen Anwendungen wird Wert auf hohe Schärfe bei geringer Schnitthaltigkeit gelegt (Klingen werden häufig erneuert, nachgeschliffen), bei anderen hingegen ist die Schnitthaltigkeit wichtiger (kein Klingenwechsel, kein Nachschärfen ohne Aufwand möglich).
Werbeaussagen von Klingenherstellern, die eine „besonders hohe Schärfe“ versprechen, sind mit Vorsicht zu genießen, da auch die schärfste Klinge nach mehr oder weniger langem Gebrauch ihre Schärfe verliert und stumpf wird. Daher ist die Aussage "Schärfe ist ein Pflegeergebnis und keine Eigenschaft" berechtigt.

## Schärfeprüfung
Zu den Schärfeprüfungen zählen unter anderem
- die Spaltlederprüfung, bei der die Einkerbtiefe bei definierter Spaltkraft gemessen wird,
- die Papierschnittprüfung, bei der mit definierter Kraft in feuchtes oder trockenes Papier geschnitten wird,
- der Schnittversuch in Zielgewebe, bei der ein biologisches Zielgewebe geschnitten und dabei die Schnittkraft oder die Schnitttiefe gemessen wird,
- die Mikro-Schärfeprüfung, bei der an eng definierten Gummi- oder Silikonfäden die Schärfe der eigentlichen Schnittkante gemessen wird. Die Makro-Reibkräfte, welche immer an den Schneidwerkzeugflächen entstehen, können dadurch vollständig ausgeblendet werden. Diese Art der Messung gibt auch einen Rückschluss auf die Schneidkantenbreite bzw. den Schneidkantenradius und die Mikrorauheit an der Kante selbst.